# Jirishanca

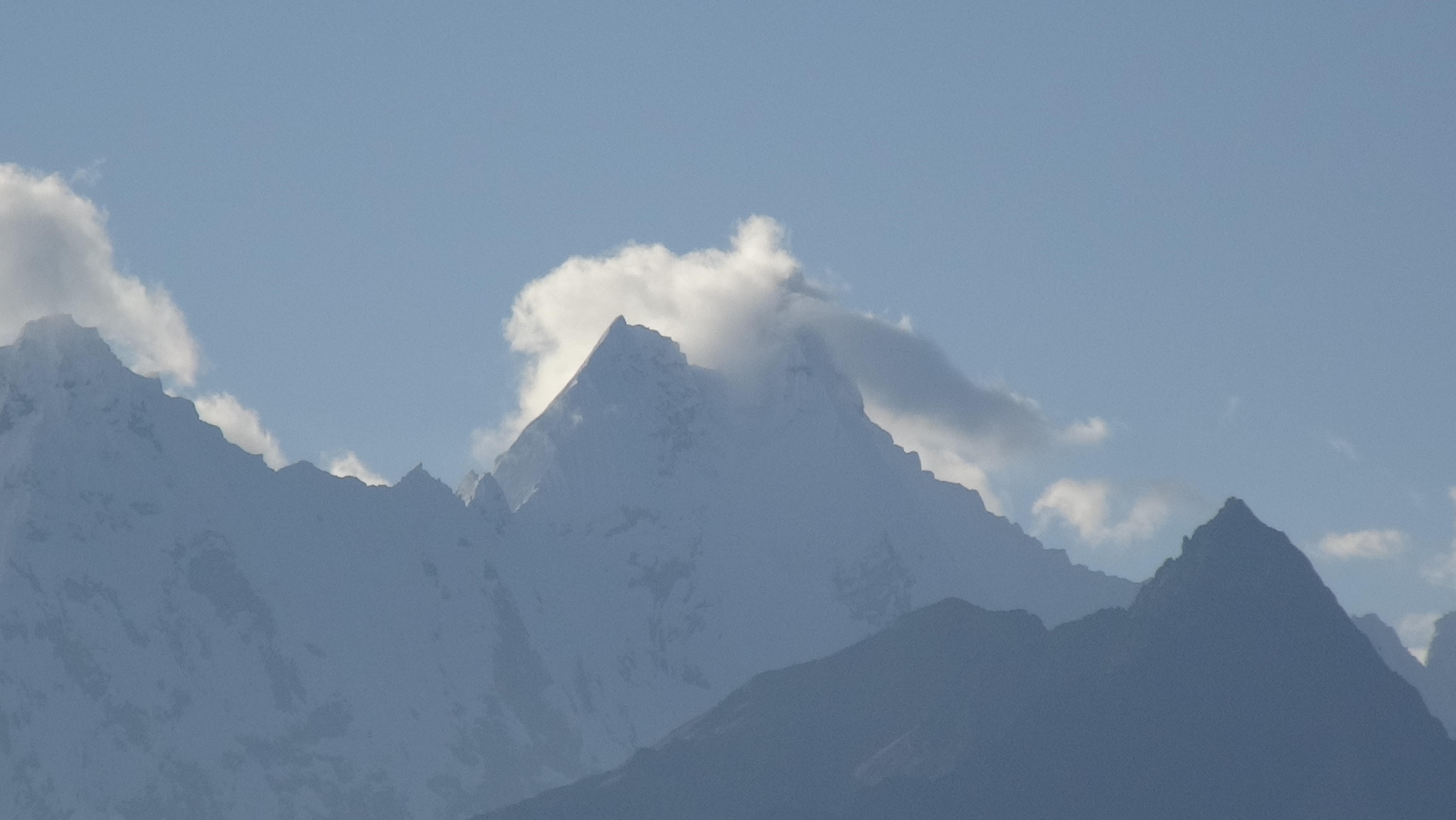
Nevado Jirishanca coronado de nubes visto desde el mirador de Chiquián.

Jirishanca es el nombre de un pico de la cordillera Huayhuash. Se le llama también Jirishanca Grande para diferenciarlo del Jirishanca Chico, también ubicada en la misma cordillera peruana.

## Orónimo
Su nombre indígena es traducido como "pico de colibri de hielo", que también describe su forma de una imagen.
Una posible alternativa, es que el nombre conlleve estos dos sustantivos en quechua hirish = colíbri; hanka = nevado, glaciar. De ahí Hirish hanka = nevado del colibrí. Pasando al castellano del Perú como Jirishanca.

## Ubicación geográfica
Este nevado es uno de los más conocidos de la cordillera. Con una altitud de 6.095 m s. n. m., se encuentra en las coordenadas 10°14′14″S 76°54′19″O / -10.23722, -76.90528 en el límite de las regiones Ancash y Huánuco en las provincias de Bolognesi (distrito de Pacllón) y Lauricocha (distrito de Queropalca) respectivamente.

## Historia
En 1939 un grupo de exploradores liderados por Hans Kinzl realizó una serie de primeras ascensiones a la cumbre que fue catalogado como muy difícil. Solo en 1957 lo lograron dos austríacos, Egger Toni y Jungmeir Siegfried para escalar el pico.
Las siguientes expediciones muy pocos tuvieron éxito. En la década de 1980, la zona de escalada fue casi completamente bloqueado, pero desde la década de 1990 se tuvieron más intentos de escalar la cumbre.
El 16 de noviembre de 1954, en su ladera SE se accidentó una aeronave bimotor propiedad de TAM (Transportes Aéreos Militares), que cubría la ruta Pucallpa - Lima, pereciendo sus 29 ocupantes; años después se organizaron diversas expediciones de rescate, logrando encontrar alguno de los restos de la aeronave. Actualmente se pueden apreciar los restos de la misma en las orillas de la Laguna Solterococha. Algunas de sus partes fueron recuperadas y trasladadas a la Escuela de Suboficiales de la PNP con sede en la ciudad de Yungay.

## Turismo
Se le puede observar desde sus ambas vertientes:
- La vertiente occidental, que corresponde a Ancash, se le distingue desde el poblado de Chiquián, así como también del margen izquierdo (de norte a sur) del valle del río Pativilca y la parte alta de Conococha. Desde estas posiciones para un observador detallista en cuanto al tamaño, sin considerar al Yerupajá Chico, este nevado comparándolo con el Yerupajá, se parece como comparar una aguja punta roma con un hacha, pues el pico tiene una forma piramidal de paredes con pendiente muy pronunciada. También se le conoce como el Cervino del Perú.

Pero desde donde se puede mirar en forma notable, es aproximándose a los alrededores de la cordillera, pudiéndose avistar desde la laguna de Juhuacocha y Solterococha.
- La vertiente oriental correspondiente a Huánuco, presenta diferentes aspectos su cara desde donde se le observe ya sea desde la laguna Carhuacocha o la laguna Mitucocha. También es visible desde las partes altas de las provincias de Dos de Mayo, Yarowilca y Lauricocha.

## Dato
En 1966 el alpinista también austriaco Felix Kúen realizó la segunda ascensión a la cumbre. Cuatro años después participó en la expedición Sigi Löw junto con Peter Scholz y los hermanos Reinhold y Günther Messner hacia la cumbre de uno de los ochomiles, el Nanga Parbat en los Himalaya, Pakistán, cuya ascensión se realizó se realizó por la cara Rupal de dicha montaña.